# Henri Deterding
Henri Wilhelm August Deterding, CBE, (19 de abril de 1866 – 4 de febrero de 1939) fue uno de los primeros ejecutivos de la Royal Dutch Petroleum Company y fue su gerente general durante 36 años, de 1900 a 1936, y también fue presidente de la compañía petrolera combinada Royal Dutch/Shell. Sucedió al fundador de Royal Dutch, Jean Baptiste August Kessler, cuando murió, e hizo de Royal Dutch Shell un competidor de la Standard Oil de John D. Rockefeller y uno de las empresas más grandes petroleras.
En 1920 Deterding fue nombrado Caballero de la Orden del Imperio Británico, por sus servicios prestados para mejorar las relaciones angloholandesas y por su trabajo en el suministro a los Aliados de petróleo durante la Primera Guerra Mundial.
Fue un enemigo acérrimo de la Unión Soviética y ayudó a miles de exiliados rusos.

## Primeros años
Nacido en Ámsterdam en 1866, el cuarto hijo de una familia de cinco hijos, Deterding era hijo de un maestro marinero que murió cuando solo tenía seis años, dejando a la familia en circunstancias difíciles. Sin embargo, fue educado hasta los dieciséis años en la Escuela Superior de Ciudadanos de Ámsterdam.

## Carrera
Después de abandonar la escuela, Deterding tomó una posición administrativa en el Twentsche Bank, donde desarrolló una notable aptitud para manejar figuras. Para evitar la lenta promoción de una carrera bancaria, se presentó a un examen de puestos en la Sociedad de Comercio de los Países Bajos de las Indias Orientales Neerlandesas, ganó el primer lugar y fue nombrado miembro del personal del Este de la compañía. Después de algunos años con la empresa, comenzó a trabajar en la industria petrolera, que estaba en su infancia.
En mayo de 1896, a la edad de treinta años, Deterding tomó un trabajo con la Royal Dutch Oil Company, trabajando con el director gerente, J. B. A. Kessler. En ese momento, Royal Dutch no era una compañía importante, y Deterding fue el encargado de pilotarla a través de muchas dificultades. Kessler murió en marzo de 1900, dejando instrucciones, por escrito poco antes de su muerte, de que deseaba que Deterding asumiera el cargo de gerente general.
Pronto obteniendo el apodo de Napoleón del Petróleo, Deterding fue responsable del desarrollo de la flota de buques-tanque que permitió a Royal Dutch competir con la compañía Shell de Marcus Samuel. Condujo a Royal Dutch a varias fusiones y adquisiciones importantes, incluida la fusión con la Compañía de Transporte y Comercio "Shell" de Samuel en 1907 y la compra de campos petroleros de Azerbaiyán de la Familia Rothschild en 1911. En los últimos años de su vida, Deterding fue controvertido cuando se convirtió en admirador del partido nazi. En 1936, discutió con ellos la venta de un año de reservas de petróleo a crédito. Al año siguiente, Frederik Carel Gerretson lo obligó a renunciar al cargo de gerente general, pero siguió siendo miembro del directorio de la compañía.

## Vida personal
En 1894, Deterding se casó en primer lugar con Catharina Neubronner, una mujer holandesa, con la que tuvo dos hijos y una hija. 
En 1924 se casó, por segunda vez, con Lydia Pavlovna Koudoyaroff (1904–80), tuvieron dos hijas. Después de que el matrimonio terminó en divorcio, a la edad de 70  Deterding se casó finalmente con Charlotte Mina Knack, con la que no tuvo descendencia.

## Fallecimiento
Fue encontrado muerto en St. Moritz, Suiza, el 4 de febrero de 1939.